# Phyllophaga arenicola
Phyllophaga arenicola är en skalbaggsart som beskrevs av Henry Fuller Howden 1960. Phyllophaga arenicola ingår i släktet Phyllophaga och familjen Melolonthidae. Inga underarter finns listade i Catalogue of Life.